# Myzostoma ingolfi
Myzostoma ingolfi is een ringworm uit de familie Myzostomatidae.
Myzostoma ingolfi werd in 1940 voor het eerst wetenschappelijk beschreven door Jägersten.